# Ilex paucinervia
Ilex paucinervia är en järneksväxtart som beskrevs av Merrill. Ilex paucinervia ingår i släktet järnekar, och familjen järneksväxter. Inga underarter finns listade i Catalogue of Life.